# Chasminodes borussica
Chasminodes borussica är en fjärilsart som beskrevs av Otto Staudinger 1888. Chasminodes borussica ingår i släktet Chasminodes och familjen nattflyn. Inga underarter finns listade i Catalogue of Life.